# Ruwiki (网站)
Ruwiki（羅馬化：Ruviki）是一个俄语网络百科全书。它于2023年7月作为俄語維基百科的分叉上线，其立场被认为是“亲普京”及“亲克里姆林宫的”。
该项目由曾长期担任俄罗斯维基媒体分会总监的弗拉基米尔·梅德伊科领导。据报道，梅德伊科创建该项目的目的是使其成为俄语维基百科的亲政府版本。

## 起源

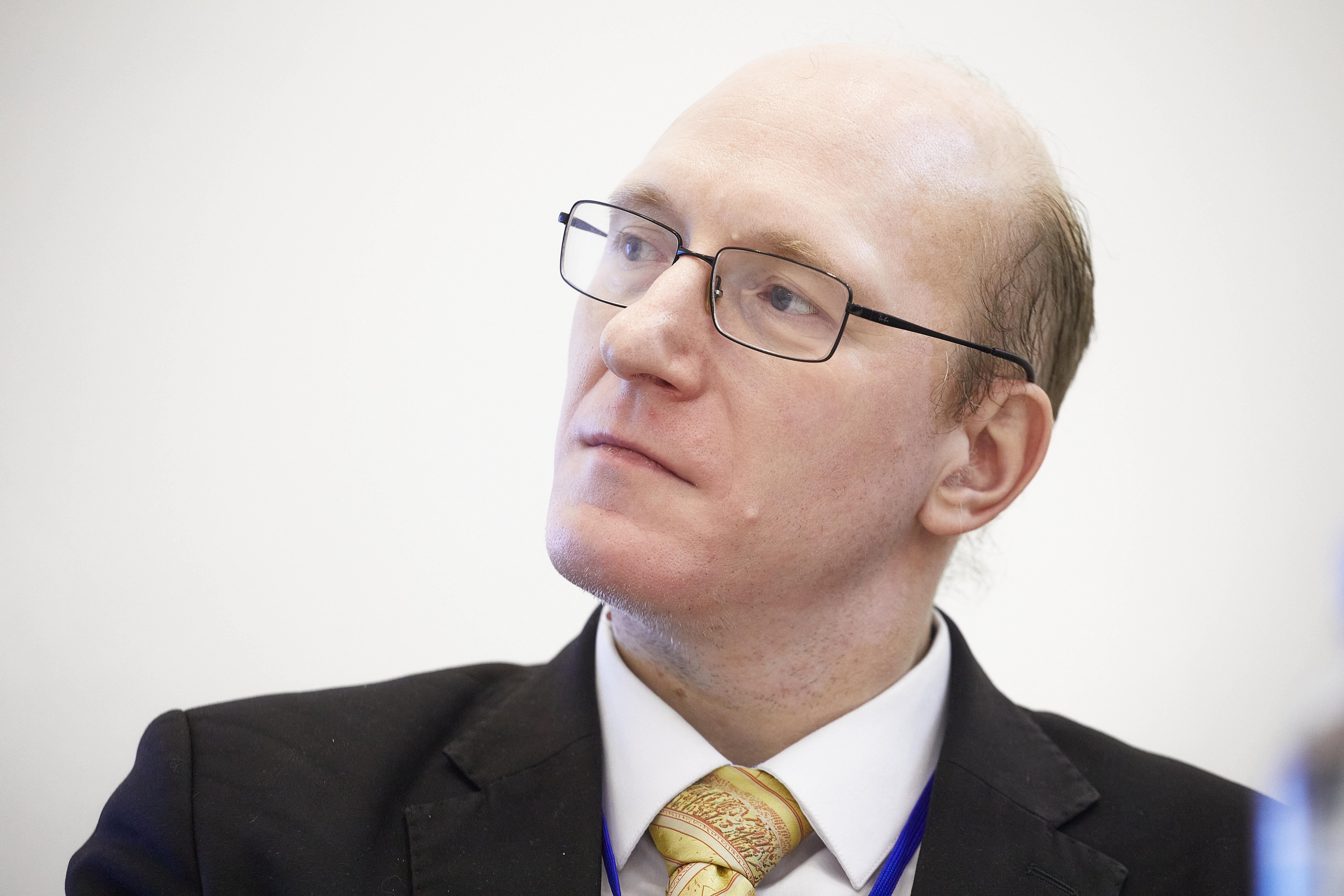
2020年的梅德伊科

2023年5月24日，弗拉基米尔·梅德伊科在俄罗斯技术网站Habr上宣布将推出俄语维基百科的分叉Ruwiki。俄罗斯政治家安东·戈尔金表示，新的“Ruwiki”网站将托管在俄罗斯的服务器上，并由位于俄罗斯的组织管理。梅德伊科表示，Ruwiki将遵守俄罗斯法律，但独立于俄罗斯政府运作。

## 内容和编辑方针
Ruwiki复制了俄语维基百科190万条目的绝大部分。然而，含有违反俄罗斯政府官方立场的条目已被删除。删除的内容包括俄乌战争、瓦格納集團兵變以及对弗拉基米尔·普京的批评等。
截至2023年7月中旬，Ruwiki尚未像维基百科一样开放公众编辑。梅德伊科表示，他计划允许恢复公众编辑，但内容将由专家小组审查。